# 11335 Santiago
11335 Santiago è un asteroide della fascia principale. Scoperto nel 1996, presenta un'orbita caratterizzata da un semiasse maggiore pari a 2,3650317 UA e da un'eccentricità di 0,1588061, inclinata di 6,31037° rispetto all'eclittica.